# Duché d'Oświęcim
1315–1564
Entités précédentes :
- Duché de Teschen

Entités suivantes :
- Couronne de Pologne

Le duché d'Oświęcim historiquement plus connu sous le nom de duché d'Auschwitz (en polonais : Księstwo oświęcimskie ; en tchèque : Osvětimské knížectví ; en allemand : Herzogtum Auschwitz) est un ancien duché de la dynastie polonaise des Piast avec Auschwitz, comme son chef-lieu. Créé vers 1315 lors du partage du duché de Teschen, le duché est ensuite inféodé à la couronne de Bohême. 
Les domaines d'Auschwitz reviennent à nouveau au royaume de Pologne en 1454, lorsque le duc Jean IV d'Auschwitz accepte de céder son duché au roi Casimir IV Jagellon. Lors du premier partage de la Pologne en 1772, le duché d'Auschwitz est annexé par l'Autriche. En 1818, il est incorporé à la Confédération germanique. Il revient définitivement à la Pologne en 1919.

## Histoire
En 1138, les fils du roi Boleslas III partagent le royaume de Pologne en duchés indépendantes mais réunies sous l'autorité du duc princeps qui hérite du trône et du duché de Cracovie. Initialement, les territoires autour d'Auschwitz font partie du duché de Cracovie. Cependant pour faire cesser les conflits entre les princes qui ne cessent de se disputer leurs posessions, en 1178, le duc princeps Kazimierz II le Juste, redistribue les terres et octroie à son cousin, le duc silésien Mieszko Ier, la région d'Auschwitz. Elle est alors incorporée dans son duché de Ratibor et en fait partie jusqu'à 1281, la date d'une nouvelle division territoriale des posessions des Piastes. À partir de 1281, la région d'Auschwitz appartient au duché de Teschen.

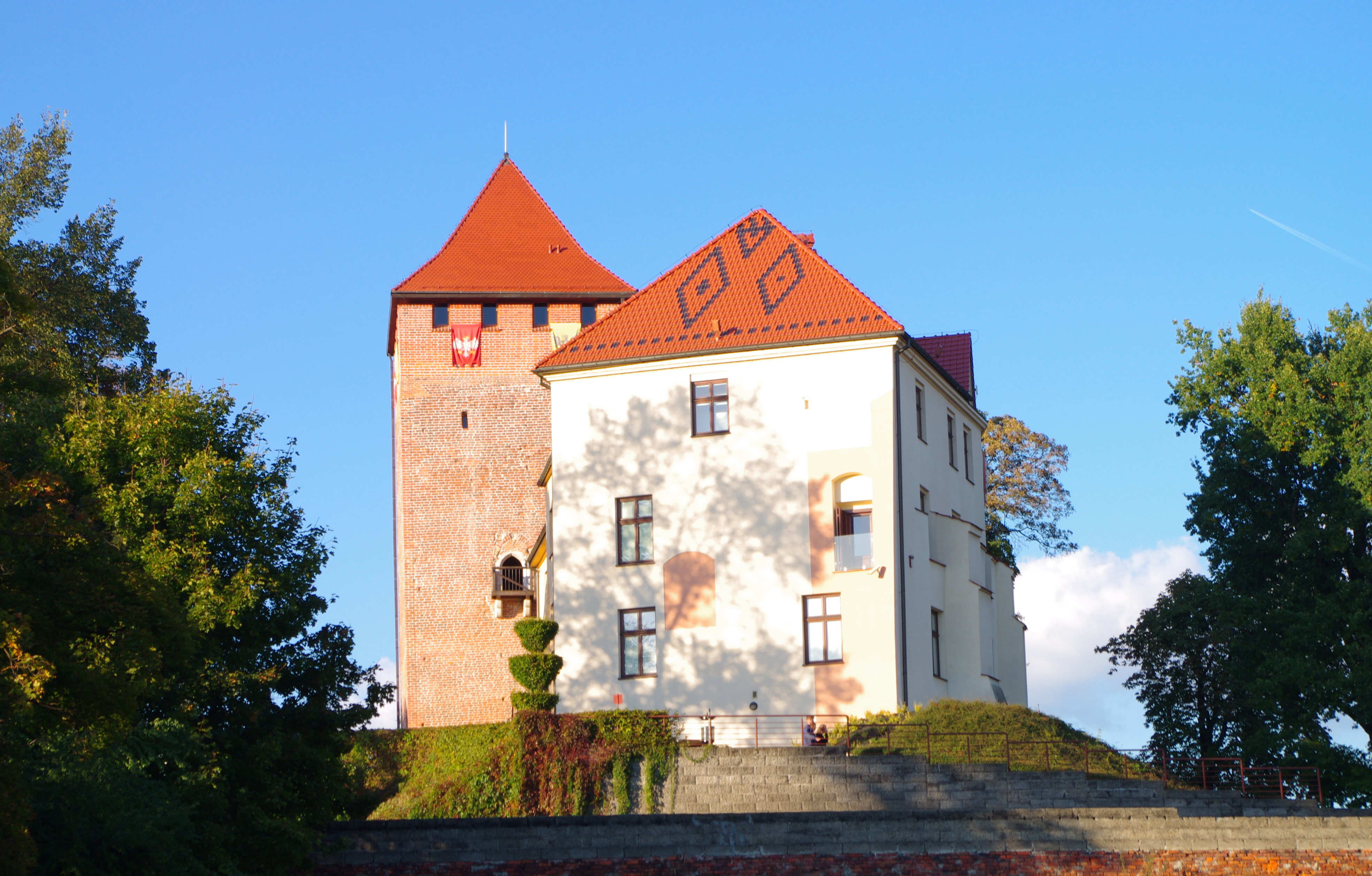
Le château d'Oświęcim.

Après la mort du duc Misko d'Auschwitz en 1315, son duché est partagé entre ses deux fils. Son fils aîné, Lasdislas, hérite des territoires de la Petite-Pologne situés à l'est de Biala, dont Auschwitz. Son duché prend le nom du duché d'Auschwitz. Le fils cadet de Misko, Casimir Ier d'Auschwitz, garde le reste du duché de Teschen qui conserve ce nom. 
En 1325, le fils de Lasdislas, Jean Ier le Scolastique, prend la succession de son père et se rapproche du royaume de Bohême. Le 24 février 1327, il rend hommage au roi de Bohême, Jean l'Aveugle, et inféode son duché d'Auschwitz à la couronne de Bohême.
Lorsque la ligne masculine des ducs d'Auschwitz s'éteignt avec la mort de Jean III en 1405, leurs territoires reviennent aux mains des Piasts de Cieszyn. Le duc Premyslas passe le territoire d'Oświęcim à son fils Premyslas, mais celui-ci est tué un an après. Przemysław Ier Noszak devient alors le gardien de son fils, le jeune héritier Casimir Ier. Après la mort de Przemysław Ier en 1410, c'est son oncle, le duc Boleslas Ier d'Auschwitz qui devient le gardien du jeune prince. Casimir Ier prendra possession de ses terres en 1414.

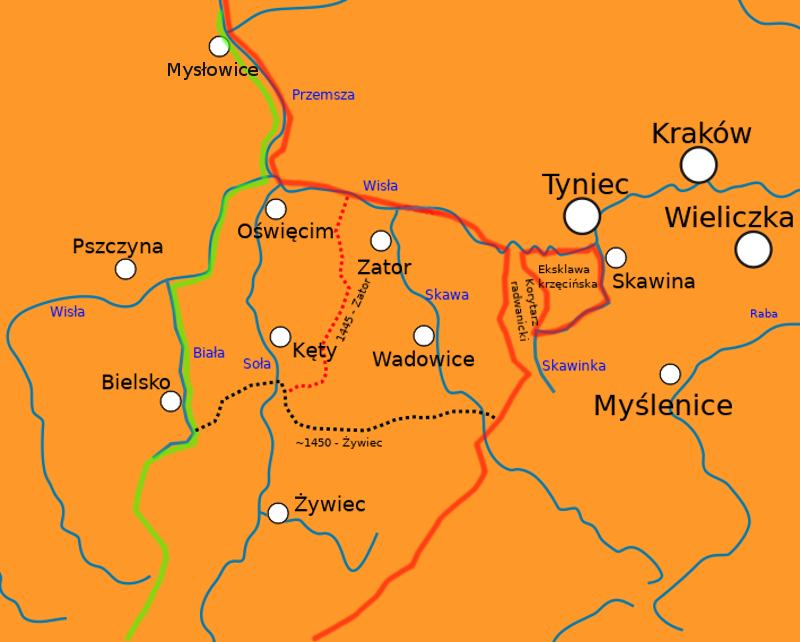
Les terrains d'Auschwitz, Zator et Zywiec vers l'an 1445.

Après le décès de Casimir le 19 janvier 1445, ses trois fils lui succèdent conjointement et partagent le patrimoine familial : les duchés de Zator et de Toszek créés à partir du duché d'Auschwitz vont aux frères ainés respectivement Venceslas Ier et Premyslasw, alors que le fils cadet, Jean IV, reçoit la ville d'Auschwitz et les cités de Kéty, Zywiec et la moitié de Gliwice.  
Venceslas Ier devient vassal du roi de Pologne tandis que son frère Jean IV mene des escarmouches dans la zone frontalière et s'avance en Petite-Pologne. En 1453, une armée polonaise envahit son duché en représailles. Jean IV est défait et accepte de vendre son duché au royaume de Pologne. 
Lors du premier partage de la Pologne en 1772, l'Autriche annexe les duchés d'Auschwitz et de Zator ainsi qu'une partie de la Petite-Pologne à l'exception de la ville de Cracovie. Il rejoint le nouvellement créé royaume de Galicie et de Lodomérie, partie intégrante de l'empire autrichien. 
En 1818, après le congès de Vienne, les territoires des anciens duchés d'Auschwitz et de Zator intégrent la Confédération germanique.
En 1919, après la Première Guerre mondiale le traité de Saint-Germain-en-Laye les attribue à la république de Pologne.

## Ducs d'Auschwitz

### Ducs Piast
- 1314/5-1321/4 : Ladislas Ier d’Oświęcim (Władysław I Oświęcimski)
- 1321/4-1325 : Euphrosine de Mazovie (régente)
- 1325-1372 : Jean Ier le Scolastique (Jan I Scholastyk)
- 1372-1375/6 : Jean II (Jan II Oświęcimski)
- 1375/6-1405 : Jean III (Jan III Oświęcimski)
- 1405-1406 : Premyslas d'Auschwitz (Przemysław Oświęcimski)
- 1406-1414 : Casimir Ier (Kazimierz I Cieszyński)
- 1445-1456 : Jean IV (Jan IV Oświęcimski)

### Rois de Pologne
- Casimir IV Jagellon
- Jean Ier Albert Jagellon
- Alexandre Jagellon
- Sigismond Ier le Vieux
- Sigismond II Auguste I
- Henri de Valois (Henri III)
- Étienne Ier Báthory
- Sigismond III Vasa
- Ladislas IV ou VII Vasa
- Jean II Casimir Vasa
- Michel Korybut Wisniowiecki
- Jean III Sobieski
- Auguste II le Fort
- Stanislas Leszczynski
- Auguste II dit le Fort
- Auguste III
- Stanislas II

### 1772/1818–1918  Archiducs d'Autriche
- 1804-1835 : François Ier
- 1835-1848 : Ferdinand Ier
- 1848-1916 : François-Joseph Ier
- 1916-1918 : Charles Ier